# Enrico Tazzoli

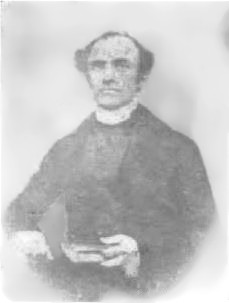
Enrico Tazzoli

Don Enrico Tazzoli (* 1812 in Canneto sull’Oglio, Provinz Mantua; † 7. Dezember 1852 in Belfiore bei Mantua) war ein italienischer Priester und Freiheitskämpfer.

## Leben
Enrico Tazzoli war Sohn eines Richters und einer Lehrerin. 1835 empfing er die Priesterweihe und war dann viele Jahre Pfarrer in Goito und Mantua. Als die Österreicher im März und April 1848 Mantua belagerten und schließlich besetzten, kam es zu zahlreichen Übergriffen gegen die Zivilbevölkerung und auch gegen die Basilika von Sant’Andrea.
Am 12. November 1848 hielt Tazzoli in der Basilika eine Predigt, in der er die österreichische Herrschaft in Norditalien indirekt scharf verurteilte, indem er offenkundig Vergleiche mit dem Sacco di Mantova des Jahres 1630 anstellte und die Kaiserlichen als Tyrannen bezeichnete. Da die österreichische Geheimpolizei alle seine Predigten mitverfolgte, wurde er sofort festgenommen und in der Festung von Mantua inhaftiert. Dem Bischof von Mantua, Giovanni Corti, teilte man mit, Tazzoli sei ein Reaktionär und seine Predigten hätten subversiven Inhalt. Ein Gericht sprach Enrico Tazzoli später frei. Der Bischof musste jedoch eine Fortbildung seines Pfarrers anordnen. Kurz darauf verhaftete man Tazzoli erneut, musste ihn aber wieder freilassen. Von 1848 bis 1849 richteten die Österreicher in dem durch Personalunion mit dem Kaisertum Österreich verbundenen Königreich Lombardo-Venetien ca. 1000 Menschen hin.
In den Jahren danach beteiligte sich Tazzoli an der republikanischen und demokratischen Freiheitsbewegung von Giuseppe Mazzini. Im November 1850 gründete er in Mantua einen Befreiungsausschuss, an dem zahlreiche bekannte Persönlichkeiten des Risorgimento mitarbeiteten, darunter Tito Speri und Carlo Poma. Der Ausschuss verteilte vorwiegend Flugblätter, in denen die österreichische Herrschaft in Norditalien kritisiert wurde.
Am 27. Januar 1852 gelang es der österreichischen Polizei, Tazzoli und andere Mitstreiter zu verhaften. Der nachfolgende Prozess dauerte bis Anfang 1853. Während dieser Zeit wurden fast alle Mitstreiter Tazzolis auf brutale Weise gefoltert und so zu Geständnissen gezwungen, auf die in der Regel Todesurteile folgten. Wer es wie Giuseppe Finzi schaffte, bis zuletzt seine Unschuld zu beteuern, wurde zu langen Haftstrafen verurteilt. Tazzoli selbst versuchte immer wieder, die Rolle seiner Mitstreiter herunterzuspielen. Er wurde zusammen mit Poma und etlichen anderen zum Tode durch den Strang verurteilt und am 7. Dezember 1852 in der Festung von Belfiore bei Mantua hingerichtet. Weitere Hinrichtungen, u. a. die von Speri, folgten im Lauf des Jahres 1853.
Papst Pius IX., der wegen der italienischen Einigungsbewegung um seinen weltlichen Einfluss und um seinen Kirchenstaat fürchtete, setzte die Laisierung Tazzolis und aller anderen, von den Österreichern der Subversion beschuldigten Priester durch. Diese entwürdigenden Zeremonien wurden kurz vor Vollstreckung der Todesurteile durchgeführt.
Bis 1854 kam es in der Umgebung von Mantua zu zahlreichen Bauernaufständen, die alle niedergeschlagen wurden. Die österreichische Herrschaft in der Lombardei endete 1859 mit der Niederlage Österreichs im Sardinischen Krieg.
Enrico Tazzoli gilt wegen seiner aufrechten und furchtlosen Haltung und wegen seines tragischen Todes als eine der bedeutenden Persönlichkeiten der italienischen Einigungsbewegung.
| Personendaten    | Personendaten                               |
| ---------------- | ------------------------------------------- |
| NAME             | Tazzoli, Enrico                             |
| KURZBESCHREIBUNG | italienischer Priester und Freiheitskämpfer |
| GEBURTSDATUM     | 1812                                        |
| GEBURTSORT       | Canneto sull’Oglio bei Mantua               |
| STERBEDATUM      | 7. Dezember 1852                            |
| STERBEORT        | Belfiore bei Mantua                         |